# كورنيخو رودولفو
كورنيخو رودولفو (بالإسبانية: Cornejo Rodolfo)‏ مواليد 7 سبتمبر 1983، هو لاعب كرة يد تشيلي يلعب كظهير أيسر. مثل منتخب تشيلي لكرة اليد.

## سجل المنافسة
شارك في البطولات التالية:
- بطولة العالم لكرة اليد للرجال 2015